# Тарасово (Вологодский район)
Тарасово — деревня в Вологодском районе Вологодской области.
Входит в состав Новленского сельского поселения, с точки зрения административно-территориального деления — в Новленский сельсовет.
Расстояние по автодороге до районного центра Вологды — 67 км, до центра муниципального образования Новленского — 7 км. Ближайшие населённые пункты — Дурнево, Острецово, Шолохово, Чашково, Прокино, Тимофеево, Никулинское, Павшино, Княжево.
По переписи 2002 года население — 2 человека.